# Racek japonský
Racek japonský (Larus crassirostris) je středně velkým druhem racka ze skupiny „velkých bělohlavých racků“.

## Popis
Na první pohled připomíná evropského racka žlutonohého. Dospělí ptáci mají bílou hlavu a tělo, tmavošedý hřbet, tmavošedá křídla s černými špičkami a bílý ocas s černou páskou na konci (odtud název). Nohy jsou žluté zobák žlutý s černou páskou na konci a červenou špičkou. Kombinací černé ocasní pásky a černého proužku na zobáku se liší od všech ostatních druhů racků. V prostém šatu je hlava jemně tmavě proužkovaná. Mladí ptáci jsou celkově hnědě zbarvení, mají nápadně dvoubarevný zobák se světlým kořenem a tmavou špičkou a černý ocas kontrastující s bílým kostřecem.

## Výskyt
Racci japonští hnízdí ve východní Asii na pobřeží Japonského moře od Sachalinu, Kurilských ostrovů a východní Sibiře na severu po Japonsko, Koreu a severní Čínu. V Japonsku je nejpočetnějším velkým druhem racka. Na zimu táhnou poněkud jižněji, hlavní zimoviště leží u Koreje a severozápadního pobřeží Číny, v malém počtu zaletují až po Hongkong. Zatoulaní ptáci byli zaznamenáni v Severní Americe (včetně východního pobřeží – Rhode Island, Newfoundland), na Kamčatce, Filipínách a v Austrálii.

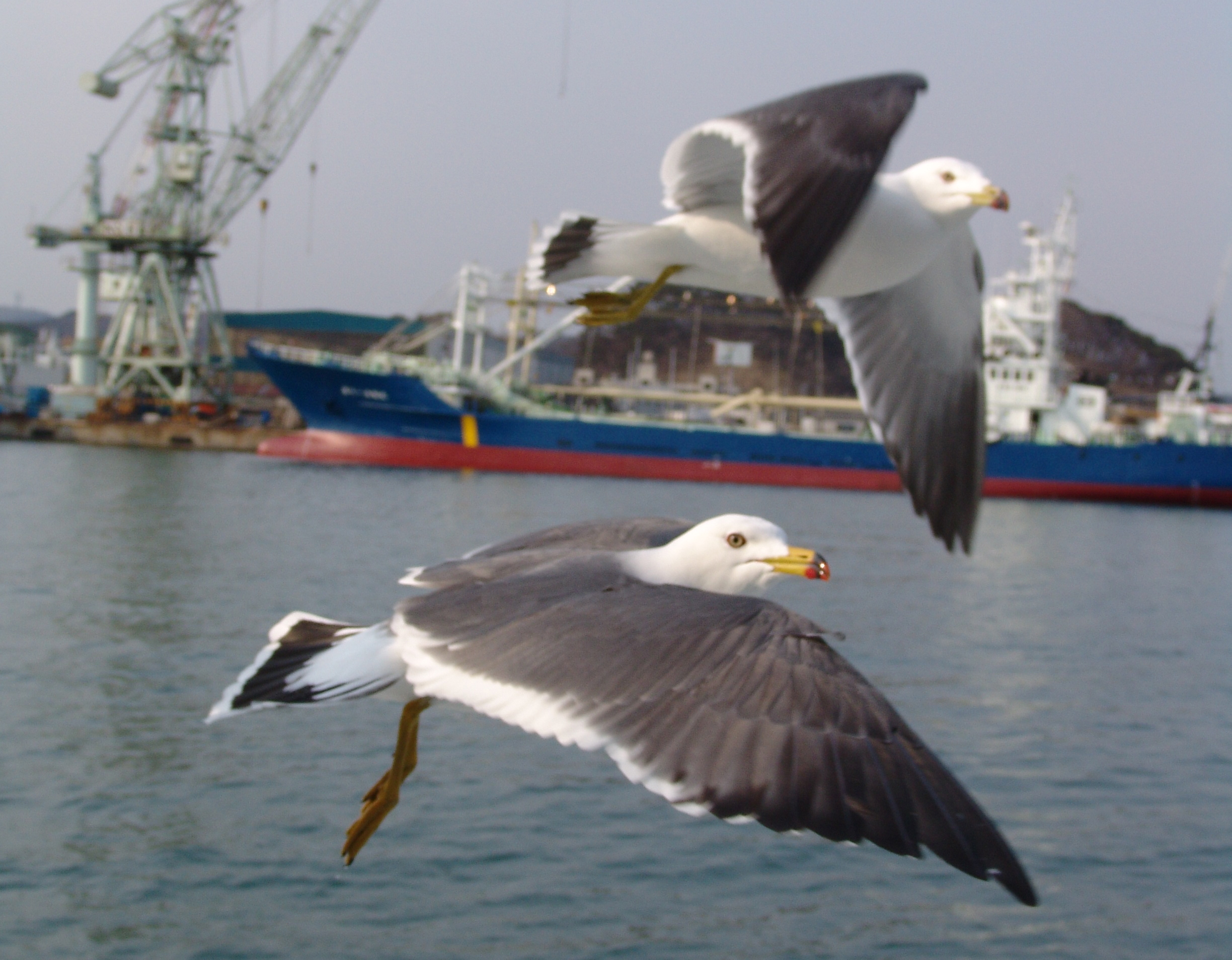
Dospělí ptáci s nápadnou černou ocasní páskou
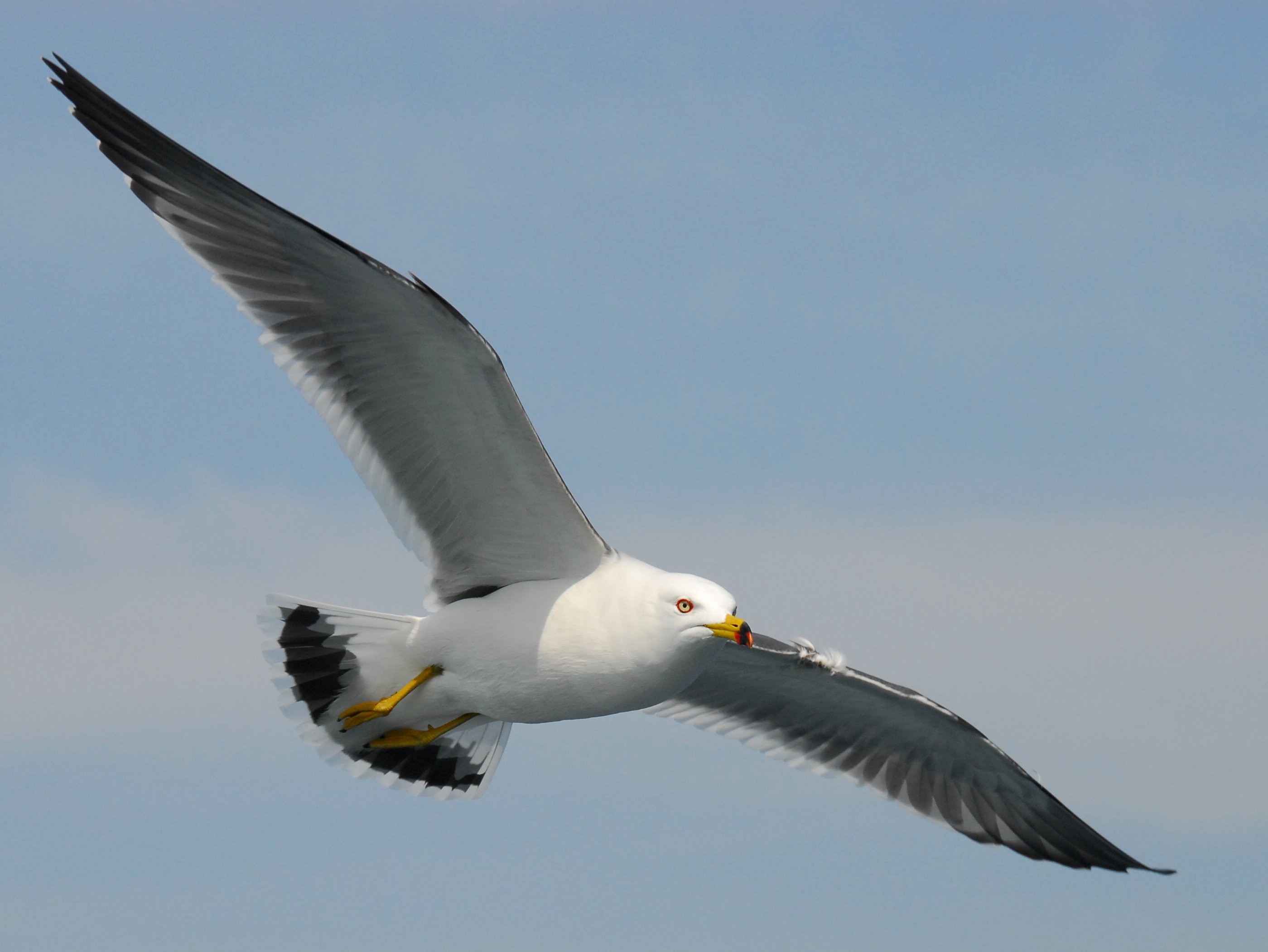
Dospělý pták v letu zespoda
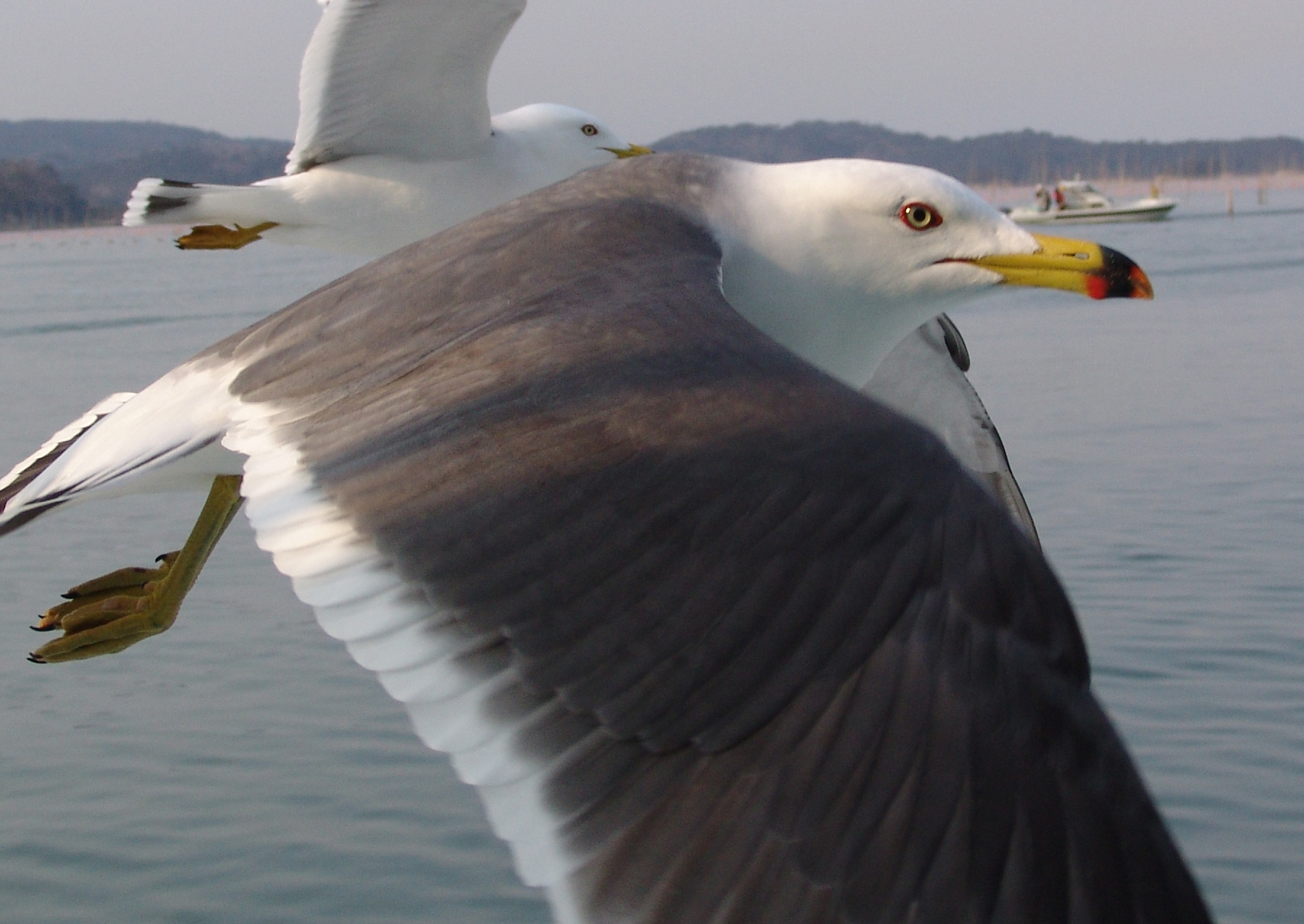
Detailní pohled na dospělého ptáka